# Elin Landström
Elin Linnéa Landström (Umeå, 2 giugno 1992) è un'ex calciatrice svedese, difensore.

## Carriera
Landström si avvicina al calcio fin da giovanissima, iniziando a giocare a calcio all'età di sei anni nella società polisportiva Vännäs AIK di Vännäs, cittadina della contea di Västerbotten, rimanendovi fino al 2007 per poi trasferirsi al Sandåkerns SK..
Nel 2008 si trasferisce all'Umeå IK, giocando inizialmente nelle sue formazioni giovanili per poi essere aggregata alla squadra titolare prima dell'inizio della stagione 2009.
Landström debutta in Damallsvenskan, il livello di vertice del campionato svedese femminile di calcio, nel corso della stagione 2010, marcando 16 presenze. Nella stagione 2011 subisce un grave infortunio al piede che la costringe a disertare quasi completamente i campi di gioco, in quell'anno per lei solo 2 presenze in campionato, ma dalla successiva stagione, recuperato completamente il problema fisico, viene schierata regolarmente in campionato giocando 18 partite nel 2012, 22 partite nel 2013, 20 partite nel 2014 e 20 partite nel 2015. Con la maglia dell'Umea ha inoltre l'occasione di debuttare in UEFA Women's Champions League, debuttandovi il 5 agosto 2010, nell'incontro vinto per 3-0 sulle israeliane dell'ASA Tel Aviv, e marcando altre 2 presenze nella stagione 2010-2011 tutte nella preliminare fase di qualificazione.
Nell'ottobre 2015 si trasferisce al Kopparbergs/Göteborg, firmando un contratto biennale. con la nuova squadra Landström ha giocato tutte le 22 partite di campionato durante la sua prima stagione, saltandone solo una nel campionato successivo.
Il 1º dicembre 2017 è stata reclutata dal Linköping, con la quale ha firmato un contratto triennale, poi prolungato di un ulteriore anno nel novembre 2020.
Tuttavia durante il calciomercato estivo 2021 coglie l'occasione per disputare il suo primo campionato estero, sottoscrivendo un contratto con l'Inter per la stagione entrante.
Nell'estate del 2022, Landström viene ingaggiata a titolo definitivo dalla Roma, sempre in Serie A. Lungo la stagione 2022-2023, contribuisce alla vittoria della Supercoppa italiana e del campionato, primo titolo nazionale nella storia della Roma. Al termine della stessa annata, la giocatrice lascia il club giallorosso, vista la scadenza del suo contratto.
Dopo aver giocato gli ultimi sei mesi del 2023 con l'IFK Norrköping, il 2 febbraio 2024, attraverso i suoi canali social, a soli 31 anni la calciatrice annuncia il suo ritiro dal calcio giocato .

## Statistiche

### Presenze e reti nei club
Statistiche aggiornate al 13 novembre 2023.
| Stagione                    | Squadra                     | Campionato                  | Campionato | Campionato | Coppe nazionali | Coppe nazionali | Coppe nazionali | Coppe continentali | Coppe continentali | Coppe continentali | Altre coppe | Altre coppe | Altre coppe | Totale | Totale |
| Stagione                    | Squadra                     | Comp                        | Pres       | Reti       | Comp            | Pres            | Reti            | Comp               | Pres               | Reti               | Comp        | Pres        | Reti        | Pres   | Reti   |
| --------------------------- | --------------------------- | --------------------------- | ---------- | ---------- | --------------- | --------------- | --------------- | ------------------ | ------------------ | ------------------ | ----------- | ----------- | ----------- | ------ | ------ |
| 2009                        | Vännäs AIK                  | Div 2                       | 11         | 4          |                 | -               | -               |                    | -                  | -                  |             | -           | -           | 11     | 4      |
| 2009                        | Umeå IK                     | DS                          | -          | -          | CS              | 2               | 0               | UWCL               | -                  | -                  |             | -           | -           | 2      | 0      |
| 2010                        | Umeå IK                     | DS                          | 16         | 0          | CS              | 2               | 0               | UWCL               | 3                  | 0                  |             | -           | -           | 21     | 0      |
| 2011                        | Umeå IK                     | DS                          | 2          | 0          | CS              | -               | -               |                    | -                  | -                  |             | -           | -           | 2      | 0      |
| 2012                        | Umeå IK                     | DS                          | 18         | 0          | CS              | 3               | 1               |                    | -                  | -                  |             | -           | -           | 21     | 1      |
| 2013                        | Umeå IK                     | DS                          | 22         | 0          | CS              | 4               | 0               |                    | -                  | -                  |             | -           | -           | 26     | 0      |
| 2014                        | Umeå IK                     | DS                          | 20         | 1          | CS              | 5               | 0               |                    | -                  | -                  |             | -           | -           | 25     | 1      |
| 2015                        | Umeå IK                     | DS                          | -          | -          | CS              | 2               | 0               |                    | -                  | -                  |             | -           | -           | 2      | 0      |
| Totale Umeå IK              | Totale Umeå IK              | Totale Umeå IK              | 78         | 1          |                 | 18              | 1               |                    | 3                  | 0                  |             | -           | -           | 99     | 2      |
| 2015                        | Kopparbergs/Göteborg        | DS                          | -          | -          | CS              | 1               | 0               |                    | -                  | -                  |             | -           | -           | 1      | 0      |
| 2016                        | Kopparbergs/Göteborg        | DS                          | 22         | 2          | CS              | 3               | 0               |                    | -                  | -                  |             | -           | -           | 25     | 2      |
| 2017                        | Kopparbergs/Göteborg        | DS                          | 21         | 0          | CS              | 1               | 0               |                    | -                  | -                  |             | -           | -           | 22     | 0      |
| Totale Kopparbergs/Göteborg | Totale Kopparbergs/Göteborg | Totale Kopparbergs/Göteborg | 43         | 2          |                 | 5               | 0               |                    | -                  | -                  |             | -           | -           | 48     | 2      |
| 2017                        | Linköping                   | DS                          | -          | -          | CS              | 5               | 1               | UWCL               | 2                  | 0                  |             | -           | -           | 7      | 1      |
| 2018                        | Linköping                   | DS                          | 16         | 0          | CS              | 4               | 0               | UWCL               | 3                  | 0                  |             | -           | -           | 23     | 0      |
| 2019                        | Linköping                   | DS                          | 21         | 0          | CS              | 2               | 0               |                    | -                  | -                  |             | -           | -           | 23     | 0      |
| 2020                        | Linköping                   | DS                          | 22         | 0          | CS              | 0               | 0               |                    | -                  | -                  |             | -           | -           | 22     | 0      |
| apr.-lug. 2021              | Linköping                   | DS                          | 9          | 0          | CS              | 0               | 0               |                    | -                  | -                  |             | -           | -           | 9      | 0      |
| Totale Linköping            | Totale Linköping            | Totale Linköping            | 68         | 0          |                 | 11              | 1               |                    | 5                  | 0                  |             | -           | -           | 84     | 1      |
| 2021-2022                   | Inter                       | A                           | 19         | 0          | CI              | 3               | 1               |                    | -                  | -                  |             | -           | -           | 22     | 1      |
| 2022-2023                   | Roma                        | A                           | 10         | 0          | CI              | 3               | 1               | UWCL               | 3                  | 0                  | SI          | -           | -           | 16     | 1      |
| 2023                        | IFK Norrköping              | DS                          | 5          | -          | CS              | -               | -               | -                  | -                  | -                  |             | -           | -           | 5      | -      |
| Totale carriera             | Totale carriera             | Totale carriera             | 234        | 7          |                 | 40              | 4               |                    | 11                 | 0                  |             | -           | -           | 285    | 11     |

## Palmarès
- Supercoppa italiana: 1

Roma: 2022
- Campionato italiano: 1

Roma: 2022-2023